# ICanzonissime
iCanzonissime è il primo album di cover della cantante italiana Alexia, pubblicato il 23 luglio 2013.

## Descrizione
L'album, che contiene 13 tracce, è una raccolta dei brani che l'artista ha interpretato durante la sfida "Canzonissima" all'interno della sesta edizione del programma I migliori anni con l'aggiunta di alcuni suoi successi rivisitati, come Summer Is Crazy in versione acustica, Per dire di no con testo in inglese e Biancaneve riarrangiato dal quintetto sinfonico Ophir:
(dal comunicato stampa dell'album iCanzonissime 2013)
Registrato e mixato al Pannekoek Studio nei Paesi Bassi (eccetto le tracce 1 e 12, presso gli Hit Factory Studios di Milano), è uscito in digital download il 21 giugno e nei negozi il 23 luglio 2013.

## I singoli
Il primo singolo promozionale dell'album è Io no, uscito il 9 marzo.

## Tracce
1. Io no
2. Because the Night
3. Rumore
4. Goodbye
5. Ti sento
6. Somebody to Love (Per dire di no English Version)
7. Summer Is Crazy (Acustic Version)
8. Ancora
9. Non credere
10. Il mondo
11. You Can Leave Your Hat On
12. Biancaneve
13. Mio padre

## Formazione
- Alexia – voce
- Nicolò Fragile – tastiera, programmazione, basso
- Satindra Kalpoe – batteria
- Daniel Lottersberger – basso
- Paolo Petrini – chitarra
- Andrea Piras – tastiera, programmazione
- Alberto Rigoni – basso
- Elco Jongkind – chitarra acustica, chitarra elettrica
- Federico Solazzo – tastiera
- Davide Mangano – chitarra elettrica
- Pasquale Cosco – contrabbasso
- Cecilia Baesso – violino
- Robert Bogaart – tromba, flicorno
- Marc Bouter – sax
- Maria Fernandez Alvarez, Tamara Nivillac – cori